# Malachi Kirby
Malachi Kirby (Londra, 20 settembre 1989) è un attore britannico, noto per i ruoli in Radici e Doctor Who.

## Biografia
Kirby è nato a Londra da genitori jamaicani ed è cresciuto a Battersea. Suo padre è morto quando Kirby aveva sei anni, e la mamma lavora per il governo. A causa della sua timidezza, a 14 anni, sua mamma lo iscrisse alle lezioni della Battersea Arts Centre. Più tardi, Kirby ha studiato recitazione alla Identity School fondata dall'attore Femi Oguns.
Nel 2016 Kirby interpreta il protagonista Kunta Kinte nella miniserie di History Radici, remake dell'omonima miniserie del 1977. Nel 2019 recita nelle serie Sky The Race - Corsa mortale e Diavoli. Kirby ha ottenuto il ruolo di Darcus Howe nella miniserie antologica Small Axe diretta da Steve McQueen. Per la sua interpretazione ha vinto il British Academy Television Award per il miglior attore non protagonista nel 2021. Dal 2025 Kirby è il protagonista Hezekiah Moscow della serie di Disney+, creata da Steven Knight, A Thousand Blows, sulla criminalità organizzata e la bare-knuckle boxing illegale nella Londra di fine '800.

## Filmografia

### Cinema
- My Murder (2012)
- My Brother the Devil, regia di Sally El Hosaini (2012)
- Offender, regia di Ron Scalpello (2012)
- Gone Too Far! (2013)
- Kajaki, regia di Paul Katis (2014)
- The Last Showing, regia di Phil Hawkins (2014)
- Dough, regia di John Goldschmidt (2015)
- Fallen, regia di Scott Hicks (2016)
- Boiling Point - Il disastro è servito (Boiling Point), regia di Philip Barantini (2021)
- Cattiverie a domicilio (Wicked Little Letters), regia di Thea Sharrock (2023)

### Televisione
- EastEnders – serial TV, 8 puntate (2014)
- Doctor Who – serie TV, episodio 9x12 (2015)
- Radici (Roots), regia di Bruce Beresford, Thomas Carter, Phillip Noyce e Mario Van Peebles – miniserie TV (2016)
- Black Mirror – serie TV, episodio 3x05 (2016)
- The Race - Corsa mortale (Curfew) – serie TV, 8 episodi (2019)
- Diavoli (Devils) – serie TV, 16 episodi (2020-2022)
- Small Axe – miniserie TV, puntata 1 (2020)
- A Thousand Blows – serie TV (2025-in corso)

## Doppiatori italiani
Nelle versioni in italiano delle opere in cui ha recitato, Malachi Kirby è stato doppiato da:
- Gabriele Vender in The Race - Corsa mortale, A Thousand Blows
- Stefano Crescentini in Radici
- Mirko Cannella in Black Mirror
- Paolo Vivio in The Last Showing
- Davide Albano in Fallen
- Alessandro Germano in Boiling Point - Il disastro è servito
- Gianluca Crisafi in Diavoli
- Diego Gallo in Cattiverie a domicilio